# Heinrich von Handel-Mazzetti (Botaniker)
Heinrich Raphael Eduard Freiherr von Handel-Mazzetti (* 19. Februar 1882 in Wien; † 1. Februar 1940 ebenda) war ein österreichischer Botaniker, bekannt für die Erforschung der Flora von China. Sein offizielles botanisches Autorenkürzel lautet „Hand.-Mazz.“.

## Leben
Sein Vater Eduard (1838–1898) war Präsident des obersten Militärgerichtshofs der k.u.k. Monarchie, seine Mutter Friederika (1853–1921) Volkskundlerin. Handel-Mazzetti studierte (gegen den Willen seines Vaters) ab 1901 Botanik an der Universität Wien mit der Promotion 1907. Er war ab 1905 Assistent am Botanischen Institut der Universität und ab 1923 am Naturhistorischen Museum in Wien, an dem er 1925 Kustos wurde. Seine dort angestrebten Neuerungen stießen auf Widerstand und er wurde 1931 entlassen, setzte aber seine wissenschaftliche Arbeit fort, wobei er nun seine Assistenten selbst bezahlte.
Er sammelte seit seiner Jugend Pflanzen in Tirol. Später unternahm er Sammelreisen in die Schweiz (1906), Bosnien (1904, 1909) und Herzegowina (1909), in die Abruzzen (1924), Thessalien (1927), Trapezunt (1907), den Nahen Osten (Irak, Türkei, 1910) und 1914 bis 1919 in Südwest-China im Auftrag der Österreichischen Akademie der Wissenschaften. Der Aufenthalt dort wurde durch den Ersten Weltkrieg verlängert und er kartographierte auch in China. Nach dem Krieg wertete er die China-Sammlung aus und bearbeitete auch Sammlungen anderer Forscher aus China als bekannter Experte der Flora Chinas. Von ihm stammen viele Erstbeschreibungen und eine Pflanzengeographie von China. Eine Gesamtdarstellung der Flora Chinas verhinderte sein Tod durch einen Verkehrsunfall. Er war unverheiratet.
Er war Cousin der Schriftstellerin Enrica von Handel-Mazzetti. Sein Bruder Hermann (1883–1963) war Oberregierungsrat und Naturschutzbeauftragter der Tiroler Landesregierung sowie Mitgründer der Tiroler Bergwacht und sein Bruder Eduard (1885–1950) Major und Maler. Handel-Mazzetti war ein begeisterter Bergsteiger.

## Schriften
- Naturbilder aus Südwest-China: Erlebnisse und Eindrücke eines österreichischen Forschers während des Weltkrieges. Österreichischer Bundesverlag für Unterricht, Wissenschaft und Kunst, Wien 1927.
- Das nordostbirmanisch-west-yünnanesische Hochgebirgsgebiet. Gustav Fischer Verlag, Jena 1927.
- Anthophyta (= Symbolae Sinicae. Botanische Ergebnisse der Expedition der Akademie der Wissenschaften in Wien nach Südwest-China 1914/1918. Band 7). Springer, Wien 1929 bis 1936.
- Mesopotamien. Reihe Vegetationsbilder. Fischer, Jena 1912.
- Kurdistan. Reihe Vegetationsbilder. Fischer, Jena 1912.
- Mittel-China. Reihe Vegetationsbilder. Fischer, Jena 1922.
- Hochland und Hochgebirge von Yünnan und Südwest-Setschwan. Mehrere Bände. Fischer, Jena.
- Monographie der Gattung Taraxacum, 1907.[1]
- Die Vegetationsverhältnisse von Mesopotamien und Kurdistan. In: Wissenschaftliche Ergebnisse der Expedition nach Mesopotamien, 1910 (= Annalen des Naturhistorischen Museums in Wien. 28), Wien 1914, S. 48–111 (zobodat.at [PDF]).

## Ehrungen
Nach Heinrich von Handel-Mazzetti benannt sind die Pflanzengattungen Handelia Heimerl und Mazzettia Iljin aus der Familie der Korbblütler (Asteraceae) sowie Handeliodendron Rehder aus der Familie der Seifenbaumgewächse (Sapindaceae).

## Sekundärliteratur
- David Winstanley: A Botanical Pioneer in South West China. Experiences and Impressions of an Austrian Botanist during the First World War. 192 S., Essex 1996 (First published as Naturbilder aus Südwest-China 1927. English translation, complete and unabridged, with biography of H. v. Handel-Mazzetti by David Winstanley).